# 1I/ʻOumuamua

Trajektoria przelotu 1I/ʻOumuamua przez Układ Słoneczny

Animacja przelotu obiektu

1I/ʻOumuamua, wcześniej A/2017 U1 i C/2017 U1 (PANSTARRS) – małe ciało niebieskie, obiekt pozasłoneczny, który przeleciał przez Układ Słoneczny. Odkrył go 19 października 2017 roku na hiperbolicznej orbicie Robert Weryk; udało się to dzięki obserwacjom programu Pan-STARRS, gdy obiekt znajdował się 0,2 au (30 mln km) od Ziemi.
Początkowo uważano, że jest to kometa, ale po tygodniu obserwacji został sklasyfikowany jako planetoida. Z kolejnych szczegółowych obserwacji oraz obliczeń (poczynionych w czerwcu 2018 roku) wynika jednak, że obiekt wykazuje niegrawitacyjne przyspieszenie, które można wyjaśnić ciągłym, anizotropowym wyrzucaniem gazu lub pyłu, a własności fizyczne jego powierzchni przypominają tę z jąder kometarnych. Dlatego ostatecznie obiekt sklasyfikowano jako kometę.
Wyliczony na podstawie 80 dni obserwacji mimośród orbity 1I/2017 U1 jest równy 1,2011 i był wówczas największy wśród obiektów obserwowanych w Układzie Słonecznym. Poprzednią rekordzistką była kometa C/1980 E1 (Bowell), która w 1980 roku, przelatując w odległości 0,228 au od Jowisza, została skierowana na hiperboliczną orbitę: oddalając się od Słońca, miała mimośród 1,057. Duży mimośród 1I/ʻOumuamua, zarówno podczas zbliżania się do peryhelium, jak i w trakcie oddalania, wskazuje, że obiekt ten nigdy nie był grawitacyjnie związany z Układem Słonecznym. Jest to pierwszy znany makroskopowy obiekt z przestrzeni międzygwiezdnej przemierzający Układ Słoneczny.
Obserwacje wskazują, że 1I/ʻOumuamua ma niezwykle wydłużony kształt, niespotykany wśród znanych ciał w Układzie Słonecznym, a jej powierzchnia ma ciemnoczerwony kolor.

## Nazwa
Międzynarodowa Unia Astronomiczna ustaliła, że małe ciała niebieskie odbywające loty międzygwiezdne będą oznaczane w sposób podobny do komet. Litera I pochodzi od ang. interstellar (międzygwiezdny); A/2017 U1 jako pierwsze zaobserwowane ciało tego rodzaju ma numer 1I. Nazwa własna ʻOumuamua, wybrana przez zespół Pan-STARRS, wywodzi się z języka hawajskiego i nawiązuje do tego, że obiekt ten jest jakby „pierwszym posłańcem” do Układu Słonecznego (ʻou oznacza „sięgać”, zaś mua znaczy „pierwszy” lub „poprzedzający”; powtórzenie służy wzmocnieniu).
Właściwymi formami nazwy tego ciała są: 1I; 1I/2017 U1; 1I/ʻOumuamua oraz 1I/2017 U1 (ʻOumuamua).

## Obserwacje
Jest to pierwszy stwierdzony przykład naturalnego obiektu odbywającego lot międzygwiezdny, który wydawał się nadlatywać z okolic gwiazdy Wega w gwiazdozbiorze Lutni, z hiperboliczną nadwyżką prędkości 26 km/s względem Słońca. Kierunek ten jest bliski apeksu Słońca, najbardziej prawdopodobnego kierunku przylotu obiektów spoza Układu Słonecznego. Ciało to byłoby w stanie pokonać dystans 25 lat świetlnych, dzielący Wegę od Słońca, w czasie około 300 tys. lat. Nie wiadomo jednak, skąd pochodzi ten obiekt i jak długo poruszał się wśród gwiazd dysku galaktycznego. Położenie Wegi także zmienia się w czasie i 300 tysięcy lat temu znajdowała się ona daleko od obecnej pozycji.
26 października 2017 zmierzono dwie pozycje tego obiektu na zdjęciach Catalina Sky Survey, wykonanych 14 i 17 października. Dzięki wydłużeniu czasu obserwacji do dwóch tygodni potwierdzono silnie hiperboliczny charakter orbity tego obiektu. Orbity komet z Obłoku Oorta często są na tyle wydłużone, że na podstawie krótkich obserwacji wydają się hiperboliczne, jednak wraz ze zwiększeniem precyzji wyznaczenia elementów orbity mimośród okazuje się mniejszy. Ponadto bliskie przejścia w pobliżu planet, w szczególności Jowisza, mogą skierować małe ciało Układu Słonecznego na trajektorię ucieczkową (hiperboliczną), chociaż wcześniej miało ono inną orbitę.
Ekstrapolując wstecz orbitę obiektu obliczono, że kometa przeszła przez peryhelium 9 września 2017 roku, a 14 października minęła Ziemię w odległości około 0,1616 au (24,2 mln km). Obiekt jest na tyle mały, że jego wielkość obserwowana była równa tylko 21m.
Trajektoria wyznaczona przez JPL wskazuje, że 100 lat temu obiekt znajdował się około 559 au (84 mld km) od Słońca i leciał z prędkością 26 km/s względem Słońca. Obiekt przyspieszał dzięki jego przyciąganiu aż do peryhelium, kiedy osiągnął maksymalną prędkość 87,7 km/s. Od tamtej pory prędkość spadła do 46 km/s i będzie on nadal zwalniać, aż osiągnie międzygwiezdną prędkość przelotową 26 km/s. Ta prędkość mieści się w granicach ~5 km/s od mediany prędkości gwiazd w pobliżu Słońca, co zgadza się z hipotezą o jego pozasłonecznym pochodzeniu. Obiekt ostatecznie opuści obszar grawitacji Słońca pod kątem 2×arccos(1/e), czyli 66° względem kierunku, z którego przybył. Współrzędne kierunku odlotu obiektu to w przybliżeniu RA: 23h 51m i DEC: +24°44′, w gwiazdozdozbiorze Pegaza.

## Niegrawitacyjne przyspieszenie
Analiza trajektorii obiektu opublikowana przez Marco Micheli w czerwcu 2018 roku wskazuje na statystycznie istotne niegrawitacyjne przyspieszenie 1I/ʻOumuamua, około 0,005 mm/s². Tak znaczne przyspieszenie nie może być wyjaśnione przez ciśnienie promieniowania, ani przez hipotetyczny podwójny charakter obiektu. Obserwowana trajektoria jest też niezgodna z jednorazowym, impulsowym przyspieszeniem, sugeruje natomiast ciągłe przyspieszenie obiektu. Najlepszym wyjaśnieniem obserwacji jest ciągłe, anizotropowe wyrzucanie gazu lub pyłu z komety, jednakże rozważane modele albo wskazują na bardzo małą jej gęstość, albo też przewidują znaczne ilości wyrzucanego materiału, które nie zostały jednak zaobserwowane.
| Obiekt                       | Rok  | Prędkość [km/s] | Liczba i czas obserwacji |
| ---------------------------- | ---- | --------------- | ------------------------ |
| C/1980 E1 (Bowell)           | 1765 | 2,98            | 179 w 2514 dni           |
| C/1997 P2 (Spacewatch)       | 1779 | 2,99            | 94 w 49 dni              |
| C/2010 X1 (Elenin)           | 1798 | 2,96            | 2222 w 235 dni           |
| C/2012 S1 (ISON)             | 1801 | 2,99            | 6514 w 784 dni           |
| C/1947 F1 (Rondanina-Bester) | 1812 | 5,80            | 8 w 29 dni               |
| C/2008 J4 (McNaught)         | 1903 | 7,95            | 15 w 9 dni               |
| 1I/ʻOumuamua                 | 1982 | 26,5            | 121 w ciągu 34 dni       |

## Natura obiektu
Widma zarejestrowane 25 października przez teleskop obserwatorium Roque de los Muchachos o średnicy zwierciadła głównego 4,2 metra wykazały, że obiekt jest czerwonawy, jak obiekty pasa Kuipera. Poczerwienienie powierzchni wynika z oddziaływania promieniowania kosmicznego przez miliony lat. 25 października 2017 zdjęcia wykonane przez Very Large Telescope (VLT) nie wykazały śladu obecności komy wokół obiektu, pomimo znacznego zbliżenia do Słońca. Został on w związku z tym przemianowany na A/2017 U1. Może to być wygasła kometa, podobnie jak damokloidy znane z Układu Słonecznego.
Obserwacje VLT ujawniły także, że ʻOumuamua znacznie zmienia jasność w trakcie obrotu trwającego 7,3 godziny, co wskazuje na znaczne wydłużenie obiektu. Może on mieć co najmniej 400 m długości, ale jest dziesięciokrotnie węższy. Taki obiekt musi być utworzony z materii o dużej gęstości, skalnej lub metalicznej. Nie jest to obiekt podwójny, gdyż wymagałoby to nierealistycznie wysokiej gęstości.

## Zainteresowanie SETI
Instytut SETI postanowił przeprowadzić obserwacje radiowe ʻOumuamua z uwagi na jej nietypową charakterystykę.
Wydłużony kształt obiektu przypomina, teoretycznie rozważany, idealny kształt statku międzygwiezdnego. Powierzchnia czoła takiego statku powinna być jak najmniejsza, aby stawiać jak najmniejszy opór w ośrodku międzygwiezdnym. Ponadto wydaje się wysoce nieprawdopodobne, żeby obiekt wyrzucony z odległego układu gwiezdnego obrał tak precyzyjną trajektorię wewnątrz Układu Słonecznego.
SETI przeznaczył 60 godzin czasu obserwacyjnego Allen Telescope Array. Przeprowadzono obserwacje obiektu w szerokim zakresie częstotliwości. Dodatkowe 10 godzin zostało przeznaczone na użycie Radioteleskopu Green Bank w ramach programu Breakthrough Listen.
Dane obserwacyjne nie wykazały żadnych cech, które mogłyby świadczyć o tym, że obiekt jest pochodzenia sztucznego. Kometa obraca się wokół własnej osi, co oznacza, że nie jest ciągle ustawiona równolegle do toru lotu i jej kształt nie odgrywa zakładanej dla statku międzygwiezdnego roli. Dodatkowo jest to pierwszy tego typu obiekt odkryty po 7 latach od rozpoczęcia programu Pan-STARRS. Jest to za mało, aby określić czy trajektoria lotu jest tak nieprawdopodobna, jak się wydaje. Możliwe jest, że tego typu obiekty przelatują w pobliżu Układu Słonecznego znacznie częściej, a nie są wykrywane. Obserwacje radiowe nie wykazały żadnych sztucznych sygnałów z okolicy ʻOumuamua.
Shmuel Bialy i Abraham Loeb z Uniwersytetu Harvarda opublikowali artykuł, w którym rozważają możliwość, że obiekt jest wrakiem statku kosmicznego z żaglem słonecznym.

## Potencjalna misja do obiektu
Instytut Badań Międzygwiazdowych (Institute for Interstellar Studies) opublikował analizę wykonalności wysłania sondy, która mogłaby dogonić ʻOumuamua i przeprowadzić bezpośrednie badania obiektu. Potencjalne trajektorie misji (nazwanej Project Lyra) korzystałyby z asysty grawitacyjnej podczas przelotu w pobliżu Jowisza i Słońca, pozwalając na osiągnięcie ʻOumuamua w ciągu kilku dziesięcioleci. Podstawowym problemem jest bardzo duża prędkość, z jaką taka sonda minęłaby kometę, co dawałoby mało czasu na badanie z niewielkiej odległości.